# 캐나다의 자동차 운전면허
캐나다의 운전면허(영어: Driver's licenses in Canada)는 캐나다의 각 주와 준주에서 발급된다. 모든주의 운전 면허 발금 및 심사 규정이 다르긴 하지만, 전체적으로 비슷한 규정을 가지고 있다. 캐나다의 운전 면허는 국제 협약을 통해 많은 국가에서 사용될수 있다. 대한민국에서는 국제운전면허증을 통해 캐나다 면허로 운전 허가를 받을 수 있다.

## 취득 연령
캐나다의 운전 연령은 주별로 상이하다. 초급자 면허는 16살부터 취득이 가능하다. 앨버타주는 예외적으로 14살부터 초급자 면허 취득이 허용된다. 주에서는 운전자의 숙련도를 보장하기 위해 일반 자동차 및 경화물차에 대해 Graduated Driver Licensing 시스템을 채택하였다.

### 앨버타주
- 7급 (초급): 14세 이상. 주행중 18세 이상, 5급 면허 이상의 보호자가 필요함.
- 6급 (오토바이): 18세 이상.
- 5-GDL급 (관찰): 16세 이상, 일반 면허랑 상당히 비슷하지만 제한이 몇가지 걸려있다.
- 5급 (일반) :18세 이상, 5-GDL 면허 취득 후 최소 2년의 대기 기간.
- 4급 :이 허가를 통해 운전자는 최대 24명의 승객을 위한 좌석이있는 택시, 구급차 또는 버스를 운전할 수 있다.
- 3급: 축이 세개 이상 있는 자동차 운전이 허용.
- 2급 :이 면허를 통해 운영자는 3/4/5 등급 면허 소지자가 허용 한 차량 외에 모든 버스를 운행이 가능하다.
- 1급 :이 면허를 통해 운전자는 오토바이를 제외한 모든 차량운행이 허용된다.

### 브리티시컬럼비아주
- Class 8L (오토바이 초급자 면허) : 16세부터 취득 가능. 오토바이 주행 시험 까지는 많은 제한이 있는 면허이다.
- Class 7L (학습자 허가증) : 16세부터 취득 가능. 면허 취득자가 19세 미만 미성년자에 경우, 보호자 동의가 필요하다. 필기 시험에서 80% 이상 받아야 주어진다. 이 면허를 가진 사람은 상시 25살 이상의 일반 면허 취득자가 동승해야 한다.
- "N" 7 등급 (초보자 허가증) :이 면허는 7L 등급 운전 시험을 성공적으로 마친 후 운전자가 17세 이상 되면 취득할 수 있다.
- 클래스 6 (오토바이 허가증) :이 면허를 통해 소유자는 제한없이 오토바이를 운전할 수 있다.
- 클래스 5 (일반 차량 면허) : 일반 차량 면허이다. 클래스  라이선스와 달리 추가 제한이 없다.
- 클래스 4 (상업용) 제한 면허 : 소유자가 택시, 리무진, 구급차, 장애인 및 기타 특수 차량을 수송하는 데 사용되는 특수 버스를 운전할 수 있도록 허용한다. 클래스 5 차량도 운전할 수 있다. 취득할 수 있는 최소 연령은 19 세이다.
- 클래스 4 (상업용) 무제한 : 위 클래스 4 제한 면허에 나열된 차량에 추가하여 소유자는 최대 좌석 수 25인 버스를 운행할 수 있다.
- 클래스 3 (상업용, 대형 트럭) : 면허 소유자가 덤프 트럭과 대형 견인 트럭을 포함하여 차축이 2개 이상인 트럭을 운전할 수 있도록 허용한다. 또한 소유자는 클래스 5에 허용된 모든 차량을 운전할 수 있다. 취득 할 수 있는 최소 연령은 18세이다.
- 클래스 2 (상업용, 버스) : 소유자가 스쿨 버스, 특수 활동 버스 및 특수 차량을 포함한 버스를 운행하도록 허용한다. 또한 소유자가 클래스 4및 5의 차량을 운행할 수 있도록 허용한다. 취득할 수 있는 최소 연령은 19세이다.
- 클래스 1 (상업용, 세미 트레일러) : 소유자가 세미 트레일러 트럭을 운전할 수 있도록 허용한다. 또한 소유자가 오토바이를 제외한 모든 자동차 또는 차량 조합을 운전할 수 있다. 취득할 수 있는 최소 연령은 19세이다.[2]